# Khartoum (filme)
Khartoum é um filme britânico de 1966, dos gêneros guerra, drama e histórico, escrito por Robert Ardrey e dirigido por Basil Dearden.

## Sinopse
Mostra o conflito entre o mahdi árabe (Laurence Olivier) e o gen. britânico Gordon (Charlton Heston) durante a revolta nacionalista do século 19.

## Elenco
- Charlton Heston… gen. Charles Gordon
- Laurence Olivier… o Mahdi
- Richard Johnson… cel. Stewart
- Ralph Richardson… William Gladstone
- Alexander Knox… Sir Evelyn Baring
- Johnny Sekka… Calil
- Michael Hordern… Lorde Granville
- Zia Mohyeddin… paxá Zobeir
- Marne Maitland… xeque Osmã
- Nigel Green… gen. Wolseley
- Hugh Williams… Lorde Hartington
- Ralph Michael… Sir Charles Dilke
- Douglas Wilmer… califa Abdullah
- Edward Underdown… cel. William Hicks
- Peter Arne… maj. Kitchener

## Prêmios e indicações
- Oscar (1967)

Indicado na categoria de melhor roteiro original
- BAFTA

Indicado na categoria de melhor ator (Ralph Richardson)
Indicado na categoria de melhor direção de arte